# Filipendula denudata
Filipendula denudata là loài thực vật có hoa trong họ Hoa hồng. Loài này được (J. Presl & C. Presl) Fritsch mô tả khoa học đầu tiên năm 1889.